# The Wild, the Innocent & the E Street Shuffle
The Wild, the Innocent & the E Street Shuffle (рус. Дикий, невинный и уловка И-стрит) — второй студийный альбом американского рок-исполнителя Брюса Спрингстина, выпущенный в сентябре 1973 года.

## Об альбоме
Диск занял 59-е место в американском чарте Billboard Top LPs & Tape.

## Список композиций
1. «The E Street Shuffle» — 4:31
2. «4th of July, Asbury Park (Sandy)» — 5:36
3. «Kitty’s Back» — 7:09
4. «Wild Billy’s Circus Story» — 4:47
5. «Incident on 57th Street» — 7:45
6. «Rosalita (Come Out Tonight)» — 7:04
7. «New York City Serenade» — 9:55

## Участники записи
- The E Street Band — группа:
  - Брюс Спрингстин — вокал, гитара, губная гармоника, мандолина, блок-флейта, маракас
  - Кларенс Клемонс — саксофоны, бэк-вокал
  - Дэвид Сэнкшес — фортепиано, орган, клавишные, бэк-вокал, сопрано-саксофон
  - Дэнни Федеричи — аккордеон, орган, фортепиано, бэк-вокал
  - Гарри Таллент — бас-гитара, туба, бэк-вокал
  - Вини Лопес — барабаны, корнет, бэк-вокал
- Ричард Блэквелл — перкуссия, конга
- Алби Теллоун — баритон-саксофон

## Позиции в чартах
- 59-е место — чарт Pop Albums (1975)